# Cloniophorus edentulus
Cloniophorus edentulus là một loài bọ cánh cứng trong họ Cerambycidae.